# Siya Kolisi
Siyamthanda Kolisi, detto Siya (Port Elizabeth, 16 giugno 1991), è un rugbista a 15 sudafricano, terza linea ala del Racing 92 in Top 14, nonché capitano del Sudafrica laureatosi campione del mondo nel 2019 e nel 2023.

## Biografia
Proveniente dal sobborgo-ghetto di Zwide a Port Elizabeth, nell'odierno Capo Orientale; notato a 12 anni in un torneo rugbistico provinciale a Mossel Bay gli fu offerta una borsa di studio alla Grey High School di Port Elizabeth, e a 16 anni entrò nelle giovanili dell'E.P. Elephants, cogliendo l'opportunità di rappresentare il Sudafrica a livello U-16 e U-18; nel 2010 ricevette offerte sia da Free State (Bloemfontein) che da Western Province (Città del Capo), optando per quest'ultima.
L'anno dopo l'esordio in Currie Cup fu selezionato nella Nazionale U-20 che prese parte al mondiale giovanile 2011 in Italia oltre a debuttare in Super Rugby con la franchigia degli Stormers collegata al Western Province.
A giugno 2013 debuttò per gli Springbok a Nelspruit contro la Scozia.
Presente per tutto il resto dell'anno, fu richiamato in Nazionale solo due anni più tardi, quando entrò a fare parte dei preselezionati alla Coppa del Mondo di rugby 2015 e, successivamente, nella rosa definitiva per la competizione, costituendo parte della più consistente pattuglia di colore mai selezionata per rappresentare il Sudafrica (nove elementi); alla fine della competizione si classificò al terzo posto.
A partire dal 2018 diviene il primo capitano nero nella storia del Sudafrica (Paese famoso per l’apartheid) e da capitano alza al cielo per due edizioni consecutive (2019 e 2023) la Coppa del Mondo, eguagliando il record dell'ex capitano degli All Blacks Richie McCaw.

## Palmarès
- Coppe del mondo: 2
Sudafrica: 2019, 2023
- Currie Cup: 2
Western Province: 2012, 2014